# 152 mm/55 Model 1930
152 mm/55 Model 1930 e корабно оръдие с калибър 152,6 mm разработено и произвеждано във Франция. Състои на въоръжение във ВМС на Франция. Става първото във Франция морско оръдие с калибър 152 mm. Предназначено е за въоръжение на леките крайцери. С тези оръдия са снабдени лекия крайцер „Емил Бертин“, леките крайцери от типа „Ла Галисионер“, а също и линкорите от типа „Ришельо“.

## История на създаването
Калибърът 152 mm по-рано не се използва във френския флот. До края на Първата световна война французите отдават предпочтение на необикновените за световната практика калибри 138 mm и 164 mm. Това оръдие се разработва специално за леките крайцери от ново поколение. Основа за създаването на оръдието става 138,6-милиметровото M1929, което се използва на френските контраминоносци.

## Конструкция
Оръдието има вертикално-клинов затвор. То се комплектова с въртящ механизъм за зареждане и пружинен досилател за боеприпасите. Спусковия механизъм е електромагнитен. 152 mm/55 Model 1930 е най-голямокалибреното оръдие във френския флота с разделно-гилзово зареждане.

## 152 mm/55 Model 1930при крайцерите
Артилерията на главния калибър е поместена в триоръдейни кули тип „Марин-Омкур“ образец 1930 г. Отличията са в това, че на „Емил Бертин“ кулите са небронирани и тежат по 112 тона, бронираните кули на крайцерите от типа „Ла Галисионер“ имат тегло по 172 тона. Две кули са поместени в носовата част на крайцерите, линейно-терасовидно, третата е на кърмата. Носовите кули имат ъгли на обстрел по 135° по борда, кърмовата – 145°. Самите оръдия се намират в индивидуални люлки и имат ъгли на вертикално насочване от -7° до +45° за крайните кули и от -10° до +45° за издигната кула, но зареждането се осъществява при положение на стволовете от -5° до +15°. Насочването на кулите се осъществява дистанционно, с помощта на електрическа трансмисия.
Цикълът на стрелбата съставлява 10 – 12 секунди, което е съгласувано с периода на люлеене на крайцерите. Това позволява да има практическа скорострелност от 5 – 6 изстрела в минута на ствол. Максималната скорострелност сред крайцерите от типа „Ла Галисионер“ показва „Глуар“ на стрелби през 1938 г. – 9 изстрела в минута на ствол. През първите години на експлоатация куполните установки на крайцерите страдат от множество повреди, вследствие на което не могат да развият табличната си скорострелност. Така например, крайцерите на 4-та дивизия на учебните стрелби през 1939 г. показват средна скорострелност от 3 изстрела в минута на ствол. Налага се да се преправят амбразурите на кулите с цел подобряване на тяхната херметичност. След това конструкцията на кулите вече се оценява като напълно удачна.

## 152 mm/55 Model 1930при линкорите
Макар при проектирането на 152 mm/55 Model 1930 възможността да се използва против въздушни цели да не се разглежда насериозно, през 1934 г. е предложено да се използват тези оръдия за перспективните линкори от типа „Ришельо“ като универсални. Първоначално се предполага да се поставят на линкорите по пет триоръдейни кули с нова конструкция, впоследствие броя им е съкратен до три. Кулите Model 1936 DP са в кърмовата част на линкорите. Спрямо кулите на крайцерите те се различават с усилено брониране и увеличен ъгъл на възвишение на стволовете. Бронирането им достига 130 mm по фронта, като бронята е разположена под ъгъл. Бронирането на страничните стени е 70 mm, на задната стена – 60 mm, на покрива – 70 mm. Дебелината на барбетите е 100 mm.
По проект се предполага осигуряването на ъгъл на възвишение 90° и скорострелност от 10 изстрела в минута. Но на практика се проявява невъзможност за зареждане при ъгли над 75°, а скорострелността не превишава 6,5 изстрела в минута. Освен това, скоростта на наводка на тежките кули е съвършено недостатъчна. Скоростта на хоризонтална наводка съставлява 12° в секунда, а на вертикална – 8° в секунда. Това позволява на 152 mm оръдия да водят само заградителен огън по въздушните цели. Тази ситуация принуждава конструкторите да съкратят броя на кулите 152 mm оръдия до три и за сметка на това да се поставят на линкорите по шест сдвоени 100 mm зенитни оръдия M1930. Едва след края на Втората световна война успяват да доведат ъгъла на зареждане на оръдията до 85°, а скорострелността до 10 изстрела в минута.